# 蒂松河
蒂松河（法語：Tusson，法語發音：[tysɔ̃]）是法国萨尔特省与卢瓦-谢尔省的河流，是布赖河的右支流，长32.6千米，发源自库德勒雪，于苏热流入布赖河。